# Pimpla saussurei
Pimpla saussurii
Espèce
Synonymes
- †Pimpla saussurii Heer, 1856

Pimpla saussurei est une espèce fossile d’insectes hyménoptères de la tribu des Pimplini, dans la grande famille des Ichneumonidae.

## Classification
L'espèce Pimpla saussurei est décrite en 1856 par le naturaliste suisse Oswald Heer (1809-1883) sous le protonyme Pimpla saussurii,. 

### Renommage
L'espèce Pimpla saussurii est renommée Pimpla saussurei en 1937 par le paléontologue français Nicolas Théobald (1903-1981),.

### Synonyme
Selon Paleobiology Database en 2023, un seul synonyme est référencé :
- †Pimpla saussurii Heer, 1856

### Fossiles
Selon Paleobiology Database en 2023, seulement deux collections de fossiles sont référencées du Chattien ou Oligocène supérieur, toutes les deux du département des Bouches-du-Rhône en France, d'Aix-en-Provence : 
- une du MNHN de Paris, décrite en 1915 par Fernand Meunier[4] et l'autre de la collection Murchison décrite en 1829 par John Curtis[5].

### Étymologie
L'épithète spécifique latine saussurei (et saussurii) rend hommage à l'entomologiste suisse Henri de Saussure (1829-1905).

## Description

### Caractères
La diagnose de Nicolas Théobald en 1937, : 

« Éch. A17 et 17a. Coll Mus. Paris.
L'empreinte et la contre-empreinte de cet Insecte sont mal conservées. La nervation des ailes n'est visible qu'en partie. Tête et thorax noirs, abdomen brun. ».

### Dimensions

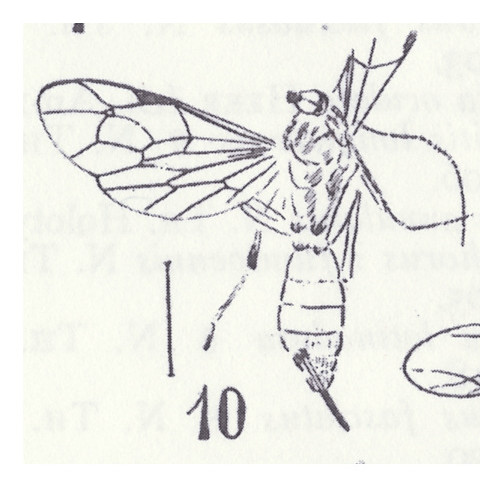
Cryptopimpla nigripalpis Cameron 1937 N. Théobald Fintona cf. nigripalpis éch. A1022 x2,7 p. 302 Pl. XXVI Hyménoptères du Stampien d'Aix-en-Provence.

La longueur totale du corps, y compris la tarière, est de 12,5 mm.

### Affinités
« Il n'est pas possible de déterminer avec précision cet échantillon. Heer de même n'a disposé que d'un mauvais exemplaire pour établir le type de cette espèce qui est sans aucune valeur. Elle est peut-être identique à Fintona aff. nigripalpais Cam. du même gisement. ».

## Biologie
« Le g. Pimpla est cosmopolite. ».

## Galerie
- Quelques espèces vivantes du genre Pimpla.
- Pimpla turionellae.
- Pimpla ovivora.
- Pimpla sp., femelle.

- Quelques espèces vivantes du genre Cryptopimpla.
- Cryptopimpla aspeculosus.
- Cryptopimpla brevigena.
- Cryptopimpla caligata.
- Cryptopimpla carinifacialis.
- Cryptopimpla pentagonalis.

### Publication originale
- [1856] (de) Oswald Heer, « Ueber die fossilen Insekten von Aix in der Provence », Vierteljahrsschrift der Naturforschenden Gesellschaft in Zürich, Suisse, vol. 1,‎ 1856, p. 1-40 (ISSN 0042-5672, lire en ligne).